# Zita Görög
Zita Görög (Pásztó, 27 settembre 1979) è un'attrice ungherese.

## Biografia
Ha studiato recitazione alla Bródy Imre Grammar School a Budapest e durante gli studi ha cominciato a lavorare come modella, lavoro che l'ha portata negli Stati Uniti, in Italia e in Francia.
Ha lavorato in alcuni film ungheresi, e sulla scena internazionale nei film Underworld, dove interpreta Amelia e 8mm 2 - Inferno di velluto, dove interpreta Risa.

## Filmografia

### Cinema
- Szerelem utolsó vérig, regia di György Dobray (2002)
- Sotto massima copertura - Den of Lions (Den of Lions), regia di James Bruce (2003)
- Underworld, regia di Len Wiseman (2003)
- Fej vagy irás, regia di Andor Lengyel (2005)
- 8mm 2 - Inferno di velluto (8mm 2), regia di J.S. Cardone (2005)
- Szöke Kòla, regia di Ákos Barnóczky (2005)
- Underworld: Evolution, regia di Len Wiseman (2006)

### Televisione
- Cinematrix - serie TV (2002 - 2004)
- Megasztár - serie TV (2004)
- The Collector - serie TV (2004 - 2006)
- A Cafe in the Sky, regia di Andras Polonyi e Sam Robinson-Horley - film TV (2006)